# Drusus aprutiensis
Drusus aprutiensis är en nattsländeart som beskrevs av Moretti 1981. Drusus aprutiensis ingår i släktet Drusus och familjen husmasknattsländor. Inga underarter finns listade i Catalogue of Life.